# Spisz

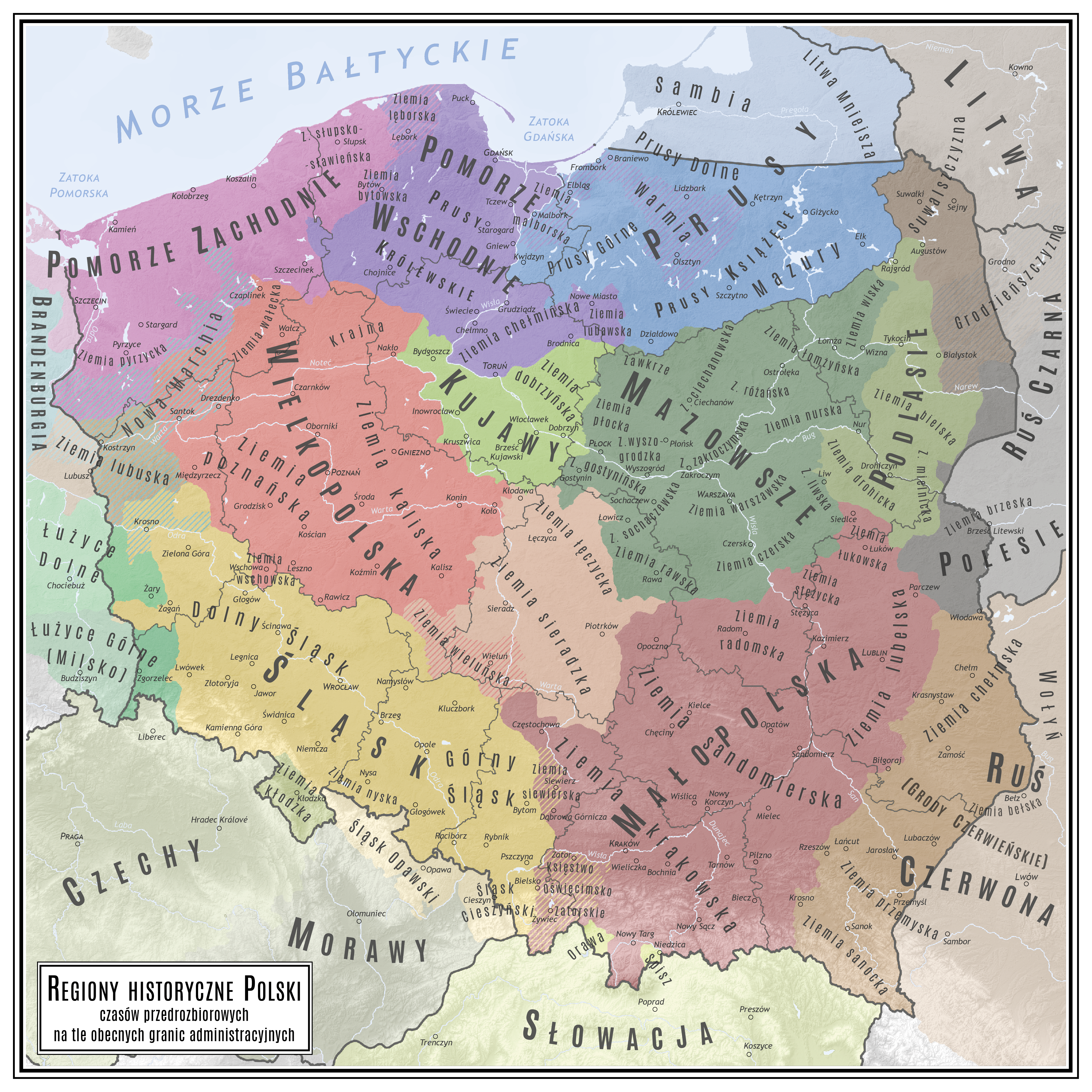
Spisz i inne krainy historyczne Polski na tle współczesnych granic administracyjnych

Spisz (łac. Scepusium, słow. Spiš, niem. Zips, węg. Szepes) – region historyczny, położony w Centralnych i Wewnętrznych Karpatach Zachodnich, w dorzeczu górnego Popradu, górnego Hornadu oraz w części dorzecza Dunajca (na wschód od Białki). Na północnym zachodzie Spisz sąsiaduje z Podhalem, na północy z ziemią sądecką, na wschodzie z Szaryszem, na południu z Abovem i Gemerem, na południowym zachodzie z Liptowem (zobacz: Regiony Słowacji).

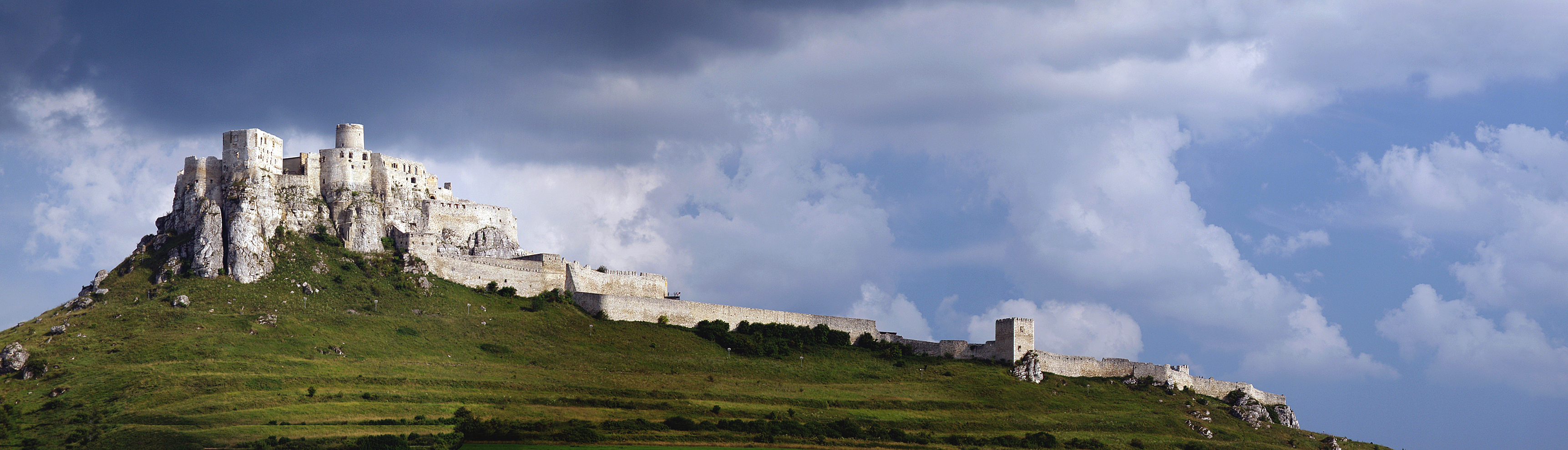
Zamek Spiski

Obecnie Spisz jest podzielony granicą państwową na części należące do Polski i Słowacji (zobacz: Polski Spisz). Powierzchnia całego Spisza wynosi ok. 3,7 tys. km², części słowackiej – ok. 3,5 tys. km², części polskiej – 195,5 km². Na Spiszu wyróżnia się dwa subregiony:
- Górny Spisz – Zamagurze Spiskie, kotlina górnego Popradu i Góry Lewockie, Spiska Kapituła – religijne centrum Spisza

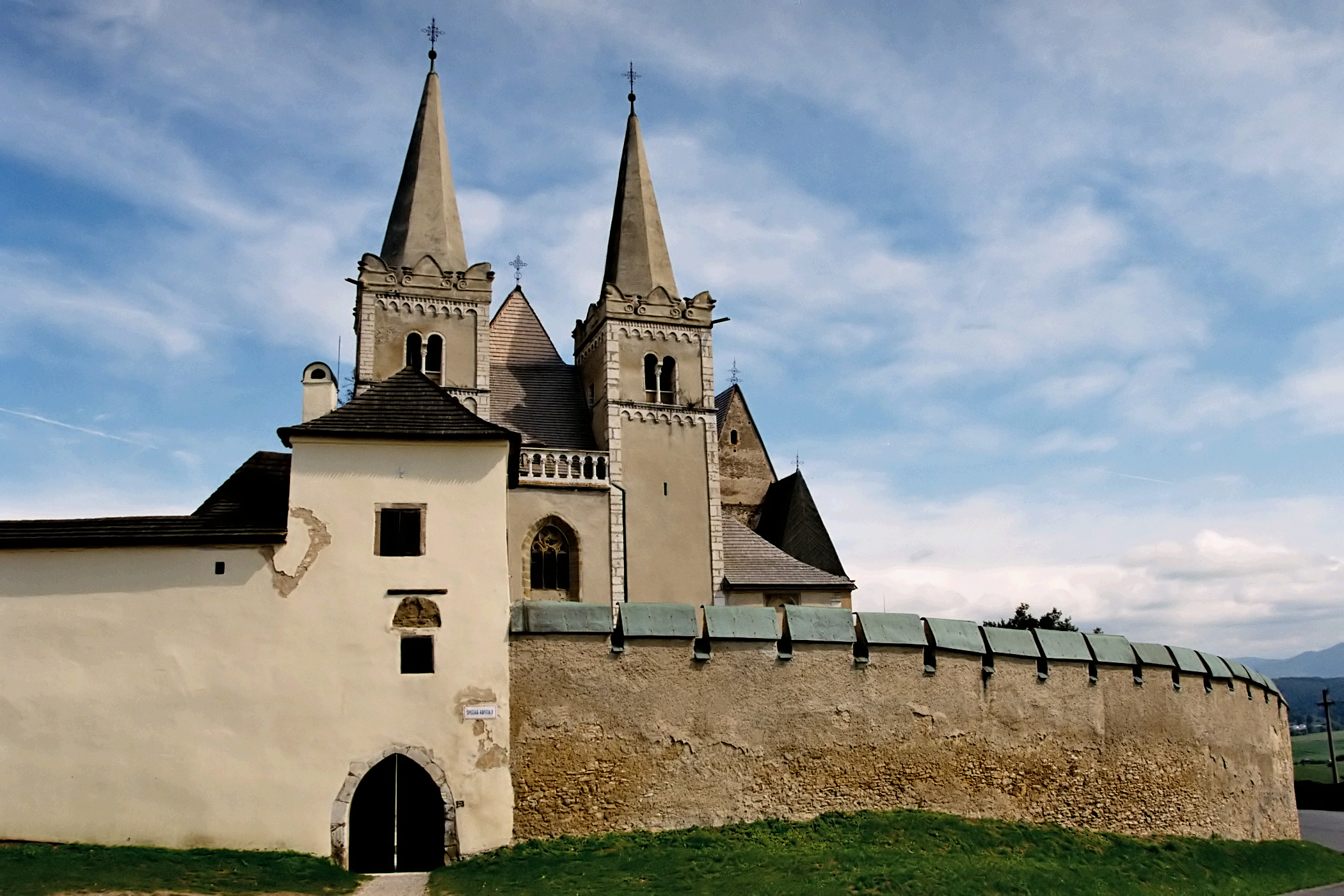
Spiska Kapituła – religijne centrum Spisza

- Dolny Spisz – kotlina górnego Hornadu i Rudawy Spiskie.

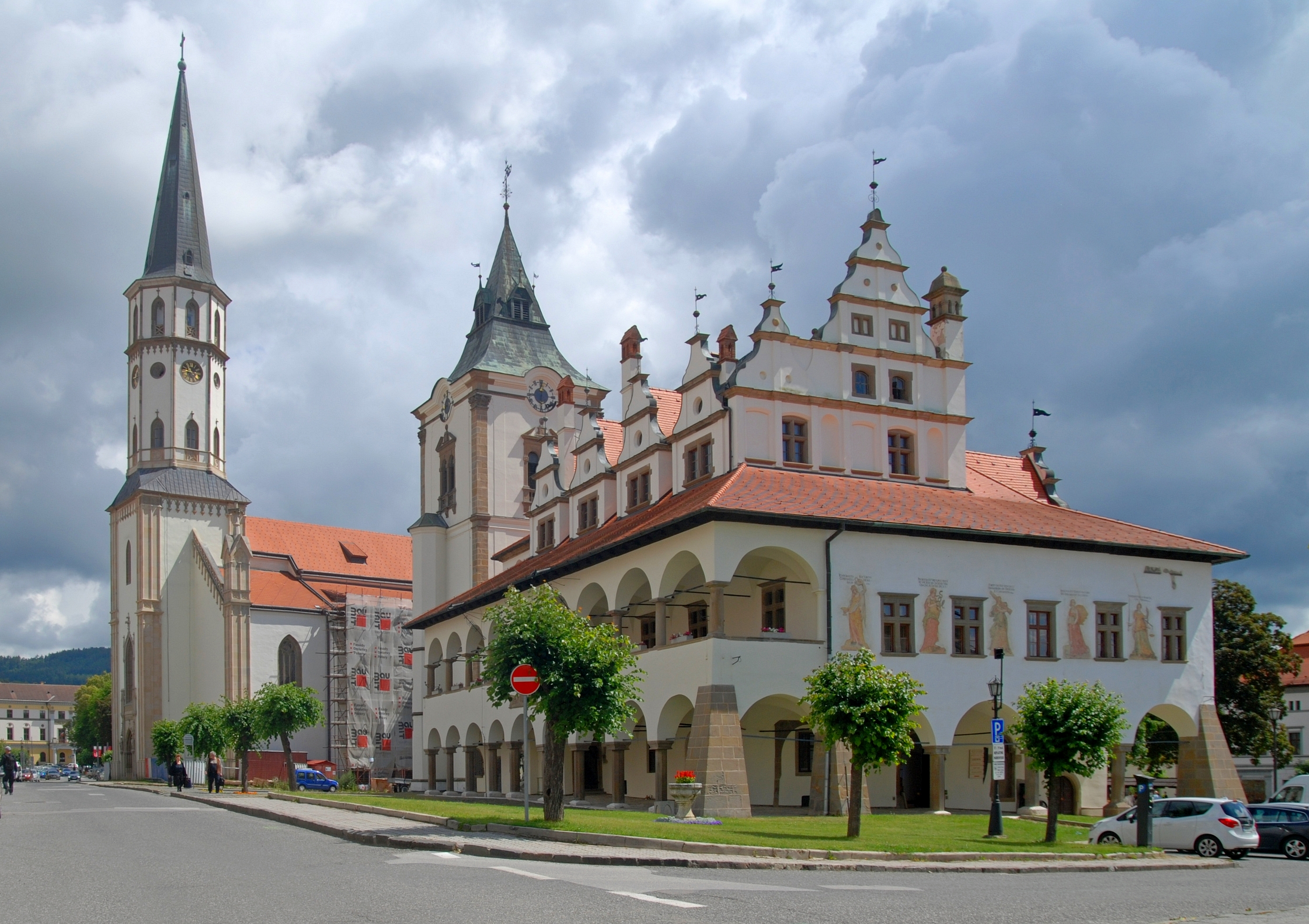
Rynek w Lewoczy z ratuszem i kościołem Świętego Jakuba związanym z twórczością spiskiego rzeźbiarza późnego gotyku Mistrza Pawła

Pod względem geograficznym w granicach Spisza znajdują się, w całości lub w części, następujące regiony: Kotlina Popradzka, Kotlina Hornadzka, Tatry Wschodnie, Tatry Niżne, Góry Straceńskie, Góry Lewockie, Pogórze Spisko-Gubałowskie i Pieniny.
Największe lub najbardziej znane miejscowości Spisza to Poprad, Kieżmark, Nowa Wieś Spiska, Lewocza, Spiskie Podgrodzie (ze Spiską Kapitułą) i Stara Lubowla. W polskiej części Spisza znajduje się 15 wsi: Czarna Góra, Dursztyn, Falsztyn, Frydman, Jurgów, Kacwin, Krempachy, Łapszanka, Łapsze Niżne, Łapsze Wyżne, Niedzica, Niedzica-Zamek, Nowa Biała, Rzepiska i Trybsz. Należą one do trzech gmin, spośród których tylko gmina Łapsze Niżne ma charakter wyłącznie spiski.

## Historia
Najstarsze ślady człowieka na Spiszu pochodzą z paleolitu. W Gánovcach koło Popradu znaleziono trawertynowy odlew czaszki człowieka neandertalskiego. Koło Spiskiego Czwartku odkryto pozostałości osady z epoki brązu. Niemal na całym obszarze Spisza znajdowano ślady kultury celtyckiej i rzymskiej. Słowianie dotarli nań z dorzecza Wisły oraz z Bałkanów. W IX w. Spisz mógł stanowić część państwa wielkomorawskiego. Z tego okresu pochodzą osady w okolicach Lewoczy oraz miejscowości Nemešany, Smižany, Biała Spiska, Spiska Nowa Wieś, Wielka i Gelnica.
Prawdopodobnie w 1002 roku książę Polski Bolesław Chrobry kosztem Królestwa Węgier przyłączył do swego państwa ziemie spiskie, razem z większością dzisiejszej Słowacji. Polska utraciła je jednak przed 1031 rokiem. Węgry w II połowie XI w. zaczęły umacniać swoją kontrolę nad regionem, intensywnie je kolonizując i wykonując na nich coraz więcej uprawnień administracyjnych. Pierwsza wzmianka o Spiszu (wówczas określano tak jedynie okolice Spiskiego Zamku) pochodzi z dokumentu króla węgierskiego Andrzeja II z 1209 roku. Na terenie północnego Spisza funkcjonowała polska kasztelania spiska wzmiankowana jeszcze w Kronice Wielkopolskiej pod datą 1136 z nazwą Spis. Granica w tym czasie biegła najprawdopodobniej tuż na południe od Podolińca, który pełnił funkcję polskiej strażnicy granicznej (pobliski Kieżmark pełnił tę samą rolę po stronie węgierskiej). Później Węgry wkroczyły na teren kotliny Popradu i na przełomie XIII i XIV w. na Zamagurze. Polska utraciła wówczas okolice Podolińca i Starej Lubowli, należące wcześniej do ziemi sądeckiej.
Postępowała kolonizacja Spisza. Osiedlała się na nim polska ludność z Sądecczyzny, czego pozostałością są zachowane do dziś bliskie związki języka używanego we wschodniej Słowacji z językiem polskim. W XIII w., po zniszczeniach dokonanych przez Tatarów, na Spisz sprowadzono osadników niemieckich, głównie z Nadrenii, Śląska i prawdopodobnie z Saksonii, popularnie zwaną (również przez samych osadników) kolonizacją saską. Kolonizacja ta pozwoliła na szybkie odtworzenie sieci osadniczej zniszczonej przez najazdy mongolskie w latach 40. XIII w. oraz doprowadziła region do gospodarczego rozkwitu (górnictwo i rzemiosło). Na fali tej kolonizacji lokowano na prawie niemieckim większość miast spiskich.
W XV wieku nadeszła na te tereny kolejna fala osadnictwa – kolonizacja wołoska. Ludność pochodzenia wołoskiego, wywodząca się z Karpat Południowych, zasiedliła najwyższy, graniczny grzbiet Karpat Zachodnich. Wołosi zajmowali się głównie pasterstwem, ich osady lokowano na prawie wołoskim. Ludność wołoska była w znacznym stopniu zeslawizowana już w czasach tej kolonizacji, zaś w ciągu następnych stuleci przemieszała się ze wschodniosłowiańską grupę etniczną Łemków. Najogólniej mówiąc była to ta część Słowian, których wyodrębnienie etnicznie powstało z powodu zaszłości historycznych (Madziarzy byli w pewnym sensie kontynuatorami Wielkomorawskiej Rzeszy z jej uwarunkowaniami w postaci odrębności liturgicznych i wpływów wschodnich w religii). Drugim czynnikiem był fakt posiadania przez pewien początkowy okres prawie całego pasa Karpat we władaniu węgierskim (na północy aż po ziemie Lędzian), co ułatwiało akcje osadnicze i migracje pasterskie. Królowie oraz feudałowie węgierscy przez wieki posiadali klarowne poglądy w kwestiach osadnictwa i zagospodarowania obszarów im podległych, które konsekwentnie wcielano w życie. Osadnicy niemieccy w większości ulegli wpierw madziaryzacji, a następnie słowakizacji, która jednak postępowała nad wyraz powoli. Niemieckie poczucie narodowe odrodziło się w pełni za sprawą niemieckich nauczycieli przybyłych z Czech i Moraw w czasach Republiki Czechosłowackiej. Część ludności niemieckiej do dziś zachowała niemieckie poczucie narodowe, kulturę i język.

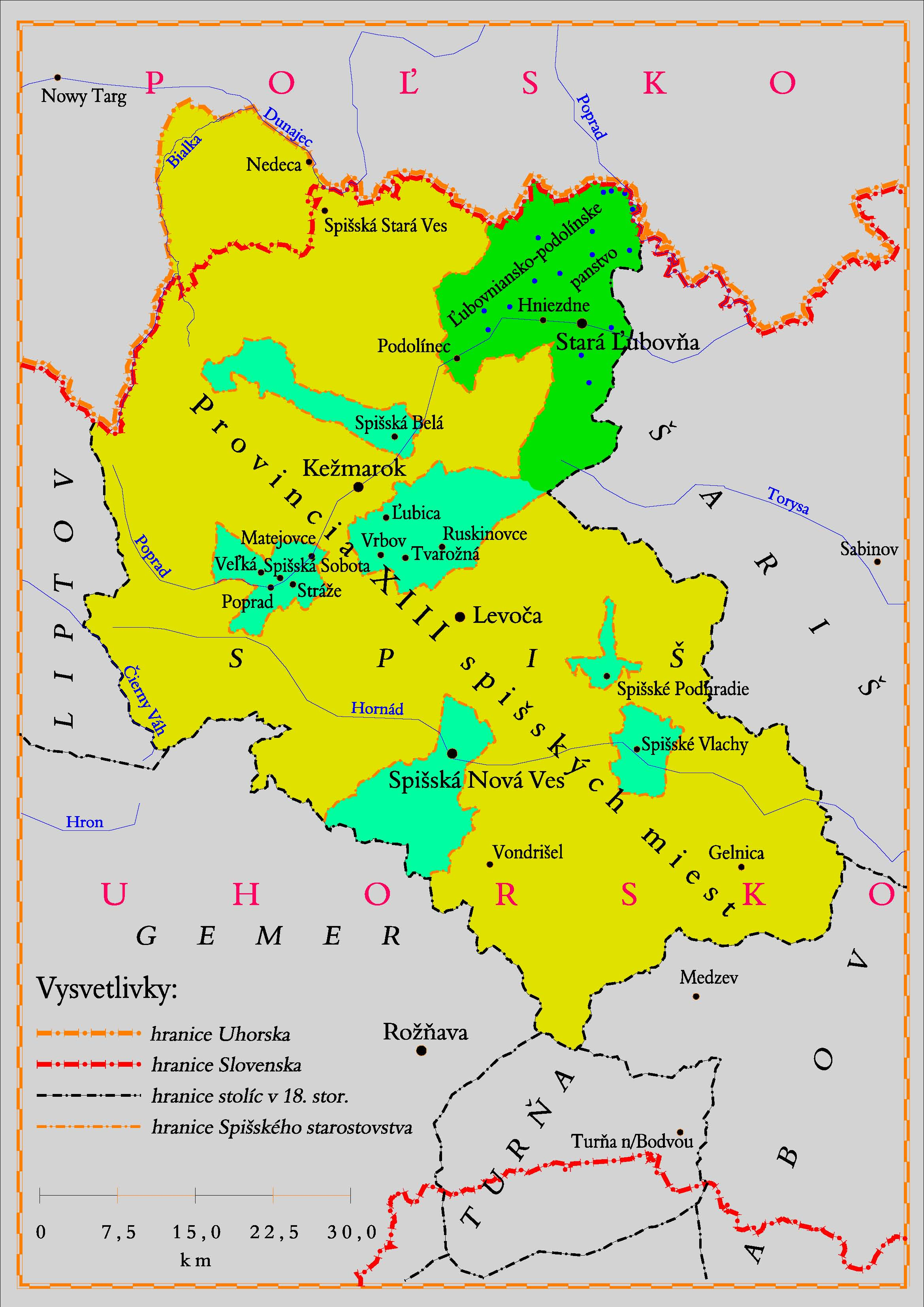
Podział Spisza w latach 1412–1772:
Polski Spisz (starostwo spiskie)
Węgierski Spisz (Komitat Szepes)

8 listopada 1412 roku król Władysław Jagiełło pożyczył Zygmuntowi Luksemburskiemu 37 000 kop szerokich groszy praskich (ówcześnie ok. 7 ton czystego srebra, czyli ponad 8 ton monet). Pożyczkę zabezpieczono zastawem, w którego skład weszły miasta i miasteczka należące wcześniej do ziemi sądeckiej (i później wydzielone jako odrębna jednostka): Lubowla, Podoliniec i Gniazda (w miastach tych utworzono starostwo grodowe z siedzibą w Zamku Lubowelskim) oraz 13 miast spiskich: Biała, Lubica, Wierzbów, Spiska Sobota, Poprad, Straże, Spiskie Włochy, Nowa Wieś dziś Spiska Nowa Wieś, Ruszkinowce, Wielka, Spiskie Podgrodzie (ale nie Zamek Spiski), Maciejowce, Twarożne. Węgry kilkadziesiąt lat później podjęły próbę odzyskania zastawionych miast, ale wyrokiem sądu papieskiego, który odbył we Wrocławiu w końcu XV w., tereny te zostały przyznane na stałe Polsce i pozostały w jej granicach aż do 1769 roku. Zgodnie z traktatem z Wielkiego Waradynu z 24 lutego 1538 roku, Spisz miałby przypaść ewentualnemu potomkowi Jana Zapolyi. Ferdynand, cesarz nie przekazał tych ziem Janowi Zygmuntowi. Pozostałe przy Węgrzech miasta Spiszu utworzyły „prowincję 11 miast spiskich” (Provinz der 11 Zipser Städte, XI. Szepesi Városok Provinciájába), którego głównym ośrodkiem był Spiski Czwartek. Posiadały one szeroką autonomię, ale szybko zaczęły tracić na znaczeniu i już w 1465 stały się częścią państwa spiskiego, którego właścicielem był pan na Spiskim Zamku.
W kolejnych latach przez tereny spiskie przetoczyło się wiele wewnętrznych i międzynarodowych sporów (batalie husyckie, spory Jagiellonów z Władysławem Pogrobowcem, bunt bratrzyków, kolejne bunty chłopskie i antyhabsburskie w XVII i XVIII w.). W 1769, podczas konfederacji barskiej, cesarzowa Maria Teresa zagarnęła starostwo spiskie, a później także czorsztyńskie, nowotarskie i sądeckie. W miejsce starostw utworzono nową prowincję 16 spiskich miast (Provinz der 16 Zipser Städte) z ograniczoną autonomią, którą zlikwidowano dopiero w 1876 roku.

## Stosunki narodowościowe Spiszu do 1918

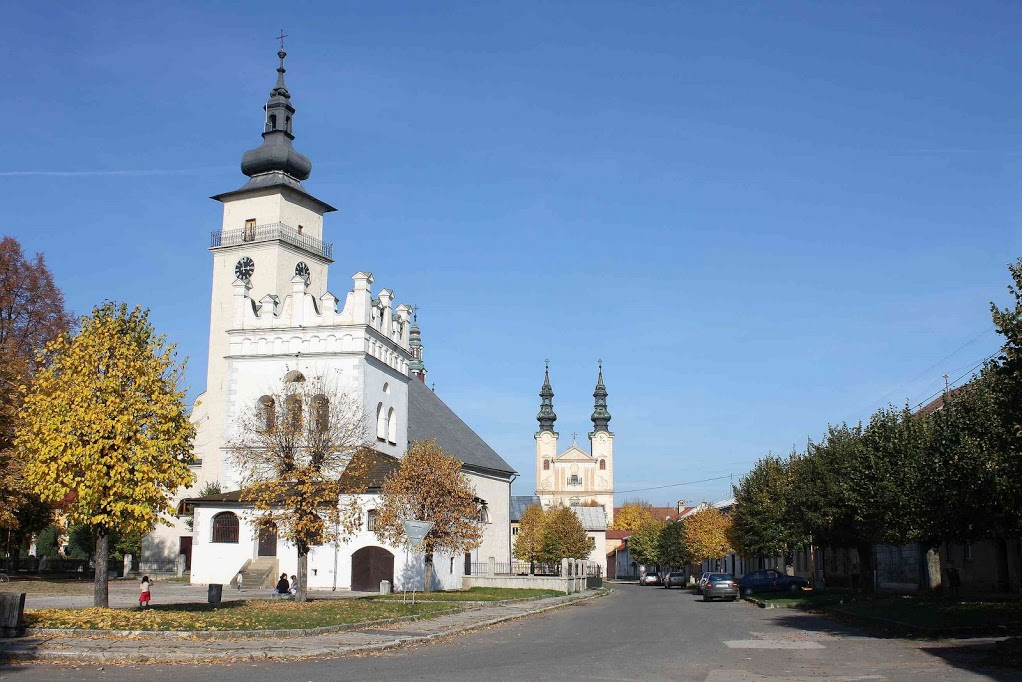
Rynek w Podolińcu – jednym z miast zastawu spiskiego

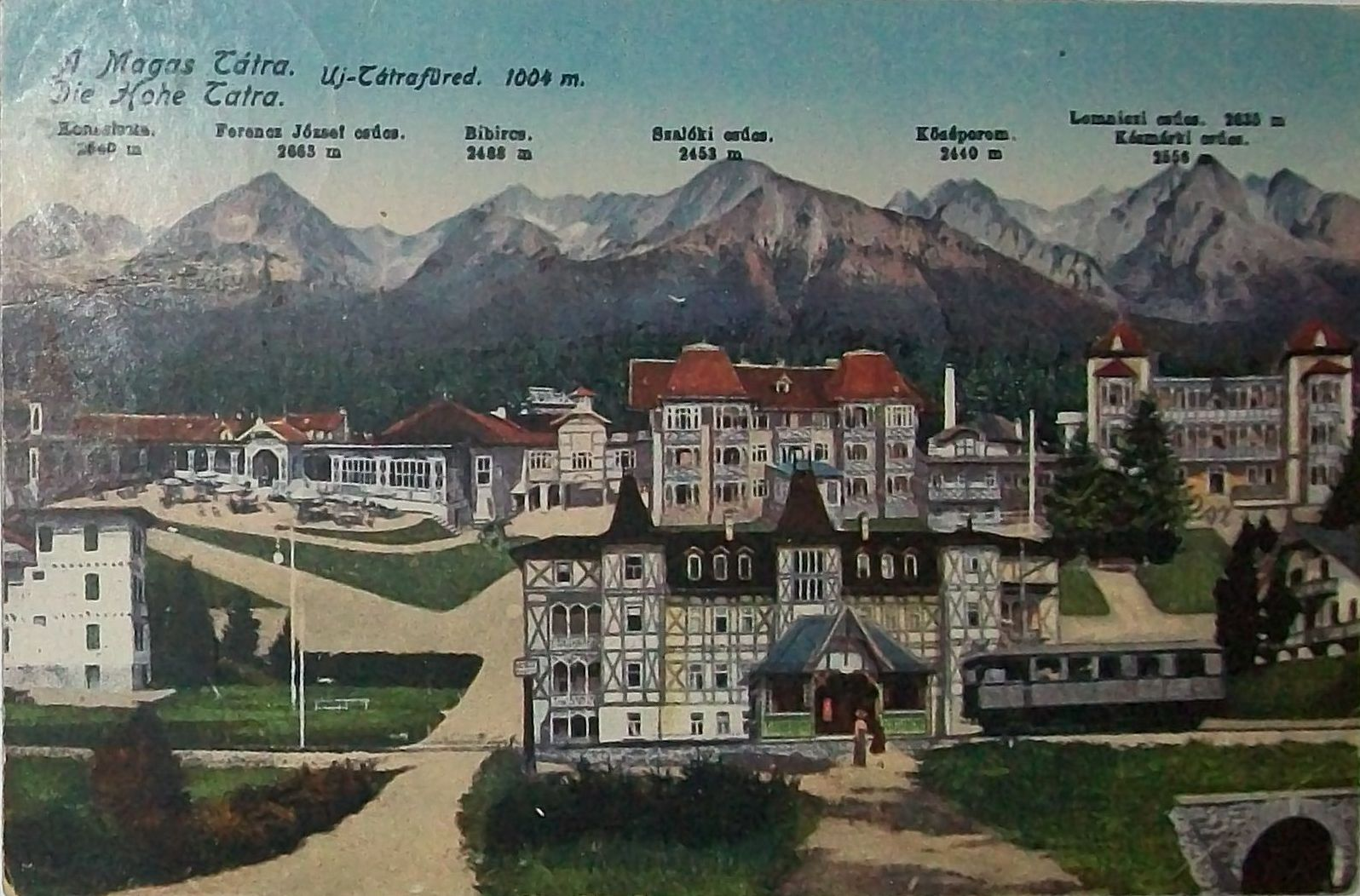
Uzdrowisko Nowy Smokowiec i Tatry Wysokie, obraz z roku 1922

Skład narodowościowy ludności Spiszu był dość złożony. Większość ludności, zwłaszcza wiejskiej, stanowili Słowacy, na północy Polacy (Górale), w miastach mieszkali liczni Niemcy, na południu był spory odsetek ludności węgierskiej.
Według oficjalnych spisów węgierskich, które nie uznawały narodowości polskiej (i ludność polską zaliczano do słowackiej, wyjątkiem byli emigranci z Galicji), z 1869, 1900 i 1910 skład narodowościowy wyglądał następująco:
- Słowacy 50,4% (58,2%, 58,0%)
- Niemcy 35,0% (25,0%, 25,0%)
- Rusini 13,8% (8,4%, 8,0%)
- Węgrzy 0,7% (6,0%, 6,0%).

Szczególna była sytuacja północnego Spisza, zamieszkanego zwarcie przez ludność pochodzącą z terenów dzisiejszej Małopolski, co podkreślały wizytacje kościelne m.in. z II połowy XVIII w. (zasiedlenie z Niżnego i Skalnego Podhala oraz Sądecczyzny).
Sprawy narodowościowe zaczęły mieć istotne znaczenie od połowy XIX w., kiedy doszło do słowiańskiego przebudzenia narodowego i intensywnej madziaryzacji. Na Spiszu, acz nieco słabiej niż w zachodniej i środkowej Słowacji, zaczął się rozwijać narodowy ruch słowacki. Stosunkowo późno, bo od 1895 próby działań na rzecz rozbudzenia świadomości narodowej podjęli Polacy. Głównymi ośrodkami działalności polskiej przed I wojną światową były: Łapsze Niżne (zwane „Małą Warszawą”), Lendak i Jurgów. Ponadto we wsiach: Frydman, Dursztyn, Kacwin, Pilchów, Łąckowa, Żar, Rużbachy Niżne, Słowiańska Wieś, Krzyżowa Wieś i w mieście Biała Spiska funkcjonowały polskie tzw. „biblioteki”.

## Konflikty graniczne po 1918 roku
W 1918 roku po jednej stronie granicy węgiersko-galicyjskiej odrodziła się Polska, a po drugiej powstało nowe państwo – Czechosłowacja, która rościła sobie pretensje do całej spuścizny po dawnych Węgrzech i polskojęzyczne obszary na Spiszu i Orawie stały się przedmiotem sporu. Polacy, na Spiszu w połowie listopada 1918 założyli w Starej Lubowli Polską Radę Narodową. Później cały obszar pn. Spisza znajdował się we władaniu polskim. Polskie posterunki wojskowe stały m.in. u wylotu Doliny Kieżmarskiej. Później między wojskami polskimi i czechosłowackimi dochodziło do zbrojnych starć, które jednak nie zakończyły się otwartą wojną. Na mocy polsko-czechosłowackiego porozumienia z 1 stycznia 1919 granica polsko-czechosłowacka przebiegała grzbietem Magury Spiskiej pozostawiając całą zlewnię Dunajca po stronie polskiej (to jest cały teren tzw. Zamagurza). Jednakże kilka tygodni później wojska polskie wprowadzone w błąd przez przedstawicieli aliantów, wycofały się. A później, w wyniku decyzji Rady Ambasadorów podjętej w Spa 28 lipca 1920 roku do Polski został przyłączony jedynie niewielki fragment z tego terenu, zaledwie 14 wsi, znany odtąd jako Polski Spisz. Po obu stronach pozostało jednak poczucie krzywdy i pretensje terytorialne.

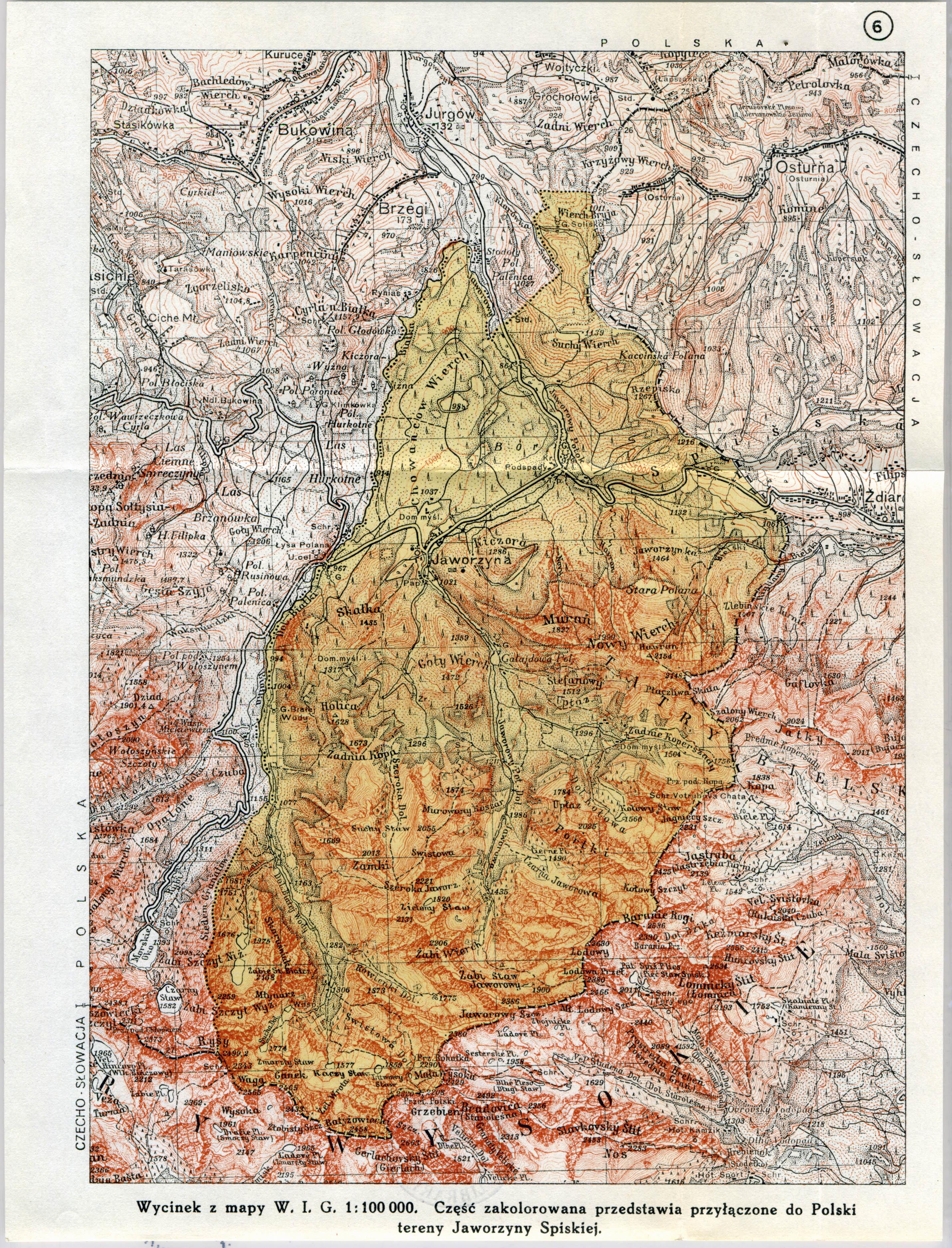
Niektóre skrawki Spiszu zajęte przez Polskę w 1938 – Jaworzyna Tatrzańska

Umową zawartą 30 listopada 1938 w Zakopanem Polska wymogła na Czecho-Słowacji cesję dalszej części Spisza – Jaworzyny Tatrzańskiej oraz Leśnicy Pienińskiej oraz inne, mniejsze fragmenty terytoriów. Z kolei w trakcie kampanii wrześniowej teren polskiego Spisza, łącznie z terenami zajętymi przez Polskę w 1938, został zajęty przez armię słowacką w pierwszych dniach września 1939 roku. W wyniku układu Ribbentrop-Černák z 21 listopada 1939 obszar ten włączono do Słowacji. Po II wojnie światowej przywrócono granicę z lat 1920–1938, choć ostateczne porozumienie graniczne podpisano dopiero w 1958 roku.
Główny Komitet pomocy dla Spisza, Orawy i Czadeckiego z siedzibą w Krakowie w wydanej przez siebie w 1939 publikacji wymieniał, znajdujące się na terytorium słowackim, następujące miejscowości jako polskie: Frankowa, Frankówka, Relów, Hagi, Stara Wieś Spiska, Golembark, Szwaby Niżne, Szwaby Wyżne, Lechnica, Leśnica, Haligowce, Hanuszowce, Jeziersko, Gibel, Rychwałd, Mniszek z Pilchowem, Żar (Zdziar), Jaworzyna Tatrzańska, Nowa Lubowla, Łąckowa, Forbasy, Kołaczków, Mały Sławków, Lendak, Słowiańska Wieś, Kryg, Buszowce.
Mieszany charakter miały mieć miejscowości: Drużbaki Wyżne, Drużbaki Niżne, Biała Spiska, Strażki, Kieżmark, Tatrzańska Kotlina, Lubica, Młynki, Podoliniec, Gniazda (ze słow.), Granastów, Osturnia, Żakowce, Krempak (z rusin.), Podsadek, Rakusy, Wyborna, Małdur, Krzyżowa Wieś (z rom.). Język polski był począwszy od XIX w. rugowany ze szkół i kościołów na korzyść słowackiego, przez co ludność polska uległa stopniowej słowakizacji.

## Współczesny podział narodowościowy

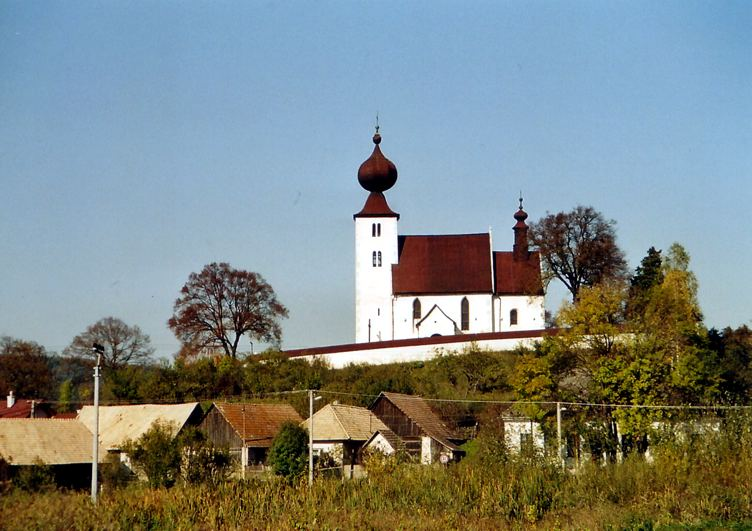
Żehra z kościołem Świętego Ducha

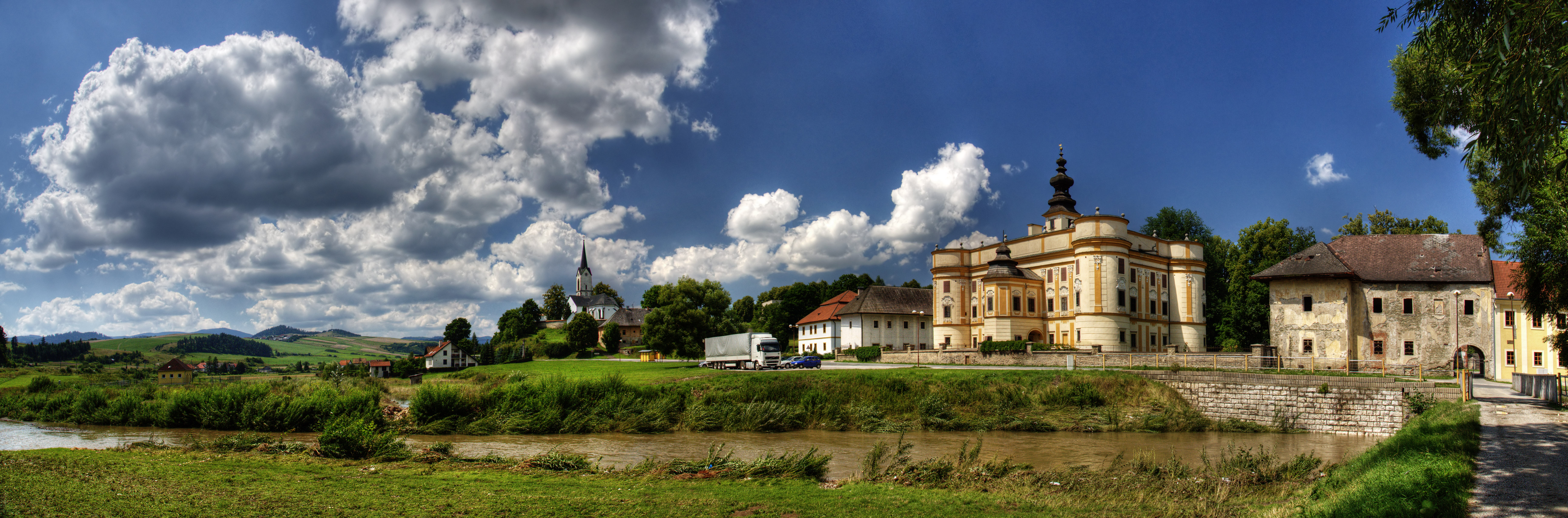
Markušovce we wschodniej części słowackiego Spisza

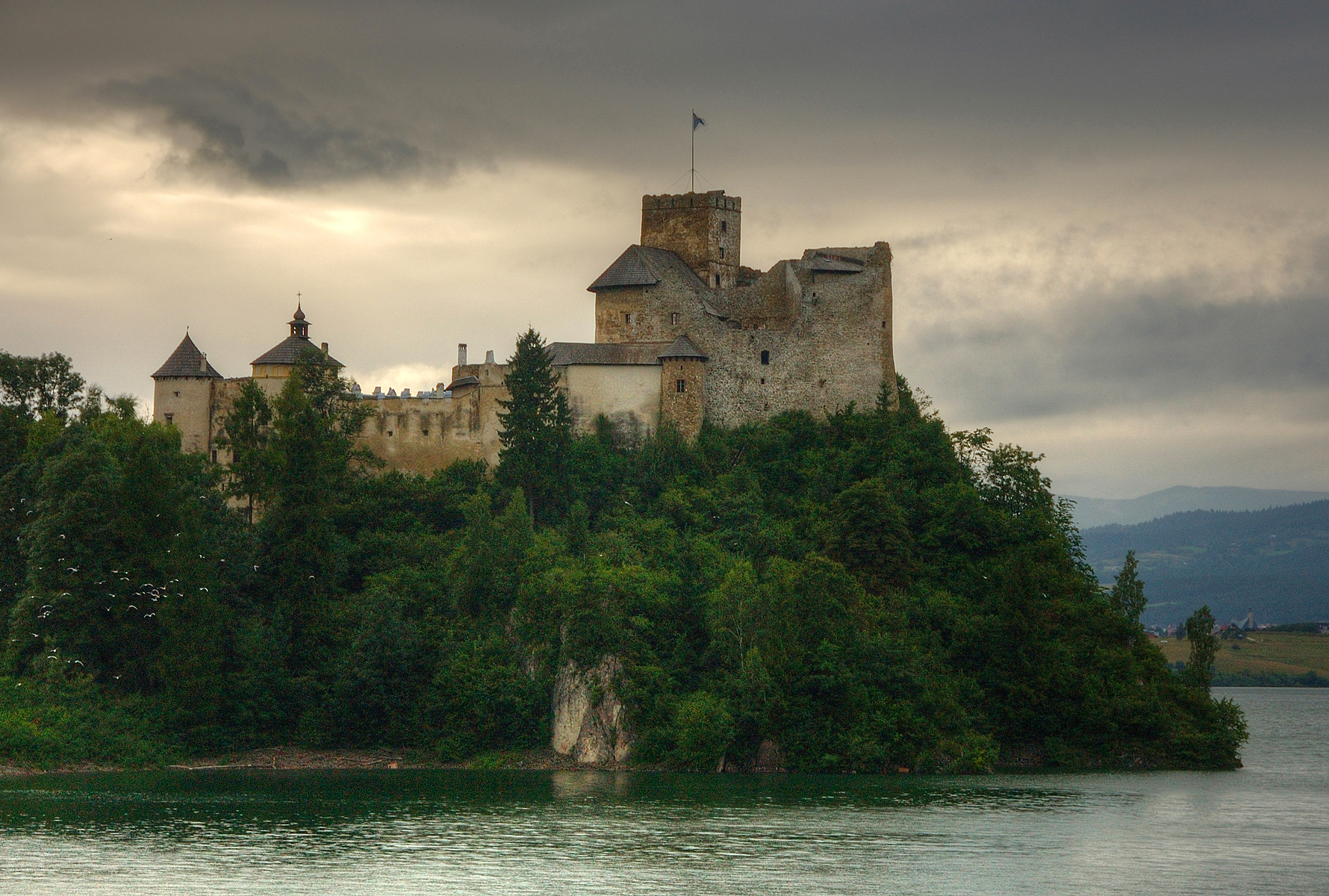
Zamek w Niedzicy na terenie Polskiego Spisza

Obecny podział narodowościowy Spisza jest znacznie mniej skomplikowany niż przed 1945 rokiem. Przyczyną są przede wszystkim powojenne wysiedlenia oraz akcje asymilacyjne, charakterystyczne dla państw komunistycznych.
Na Polskim Spiszu struktura narodowościowa jest dość jednolita. 90% mieszkańców zadeklarowało się Polakami, ok. 10% Słowakami. Około 3,5% to Romowie, którzy w większości deklarowali narodowość polską.
Na Spiszu słowackim 91,5% mieszkańców (326 tysięcy) w 2001 r. zadeklarowało narodowość słowacką, ale według szacunków etniczni Słowacy to zaledwie ok. 60% z tej liczby. Narodowość polską zadeklarowało zaledwie 314 osób, z powojennych mieszanych małżeństw polsko-czechosłowackich i polsko-słowackich
W spisie z 2001 na Spiszu 796 osób określiło się jako Ukraińcy, a 1142 jako Rusini. W przeciwieństwie do Polski, gdzie nie deklarowano narodowości rusińskiej, na Słowacji obywatele czuli się przynależni do dwóch grup narodowościowych. Ukrainizacja ludności rusińskiej (wręcz automatyczne uznawanie Rusinów za Ukraińców) spowodowała, że większość Rusinów wybrała w Czechosłowacji dobrowolną asymilację słowacką i większość obecnie deklaruje się jako Słowacy (podobnie zresztą wygląda sprawa z Ukraińcami). Według szacunków liczba osób pochodzenia rusińskiego/ukraińskiego może sięgać 24-28 tysięcy osób. Najliczniej mieszkają w północnej części powiatu Stara Lubowla (są dwie wyspy etniczne w większości rusińskie – miejscowość Hodemarkt oraz Żakowice, gdzie zajęli miejsce wysiedlonych Niemców), natomiast na Dolnym Spiszu dwa rejony – podnóże Gór Lewockich oraz kilka wsi między Spiską Nową Wsią i Gelnicą. We wsi Stráňany stanowią ponad 20% mieszkańców i przysługuje im prawo do podwójnego nazewnictwa oraz drugiego języka pomocniczego.
Romowie w większości deklarują słowacką, czasem węgierską narodowość, a około 20–25% narodowość romską. Liczba Romów szacowana jest na 60–66 tysięcy osób, czyli 17–18% mieszkańców Spiszu. Najwięcej – ok. 14% w powiecie Gelnica i w powiecie Stara Lubowla (ok. 13%). Oficjalnie zadeklarowało się tak niecałe 20 tysięcy osób – w kilkunastu miejscowościach stanowią ponad 20% mieszkańców.
Niemcy liczni na Spiszu przez całe stulecia stanowią obecnie jedną z niewielkich mniejszości. Oficjalnie zadeklarowało narodowość niemiecką 860 osób – głównie w powiecie Gelnica, w Popradzie, Kieżmarku, okolicach Starej Lubowli (wieś Chmielnica – Hobgarten) oraz w środkowym biegu rzeki Gnilec. Osób pochodzenia niemieckiego na Spiszu może żyć jednak nawet 2,5 tysiąca (np. 90% mieszkańców wspomnianej Chmielnicy), głównie w miastach takich jak Poprad i Kieżmarok, lecz deklarują one narodowość słowacką lub nie podają żadnej narodowości.
Węgrzy w okresie panowania węgierskiego nie stworzyli zwartego zasiedlenia, ale w miastach stanowili istotną mniejszość. Obecnie, po asymilacji oraz emigracji lub wysiedleniach okresu komunistycznego, pozostało ich na Spiszu ledwie 416 (głównie w miastach).
Z pozostałych grup narodowościowych najliczniejsi są Czesi – około 2 tysięcy osób, którzy są ludnością napływową. W tej liczbie mieszczą się też deklaracje narodowości morawskiej. Etnicznych Czechów (wraz z Morawianami) może być około 2,5 tysiąca. Żydzi mieszkający w przeszłości na Spiszu zostali niemal całkowicie wymordowani podczas II wojny światowej. W okresie międzywojennym narodowość żydowską deklarowało 3/4 wyznawców judaizmu; obecnie 37 osób jest wyznania mojżeszowego, a tylko 11 zadeklarowało taką narodowość. Spośród innych narodowości mieszka na Spiszu kilkudziesięciu Rosjan, Serbów, Chorwatów i Bułgarów. Prawie 5 tysięcy osób nie potrafiło zadeklarować swojej narodowości – najwięcej w Spiskiej Nowej Wsi (ok. 2,2%).

## Miasta

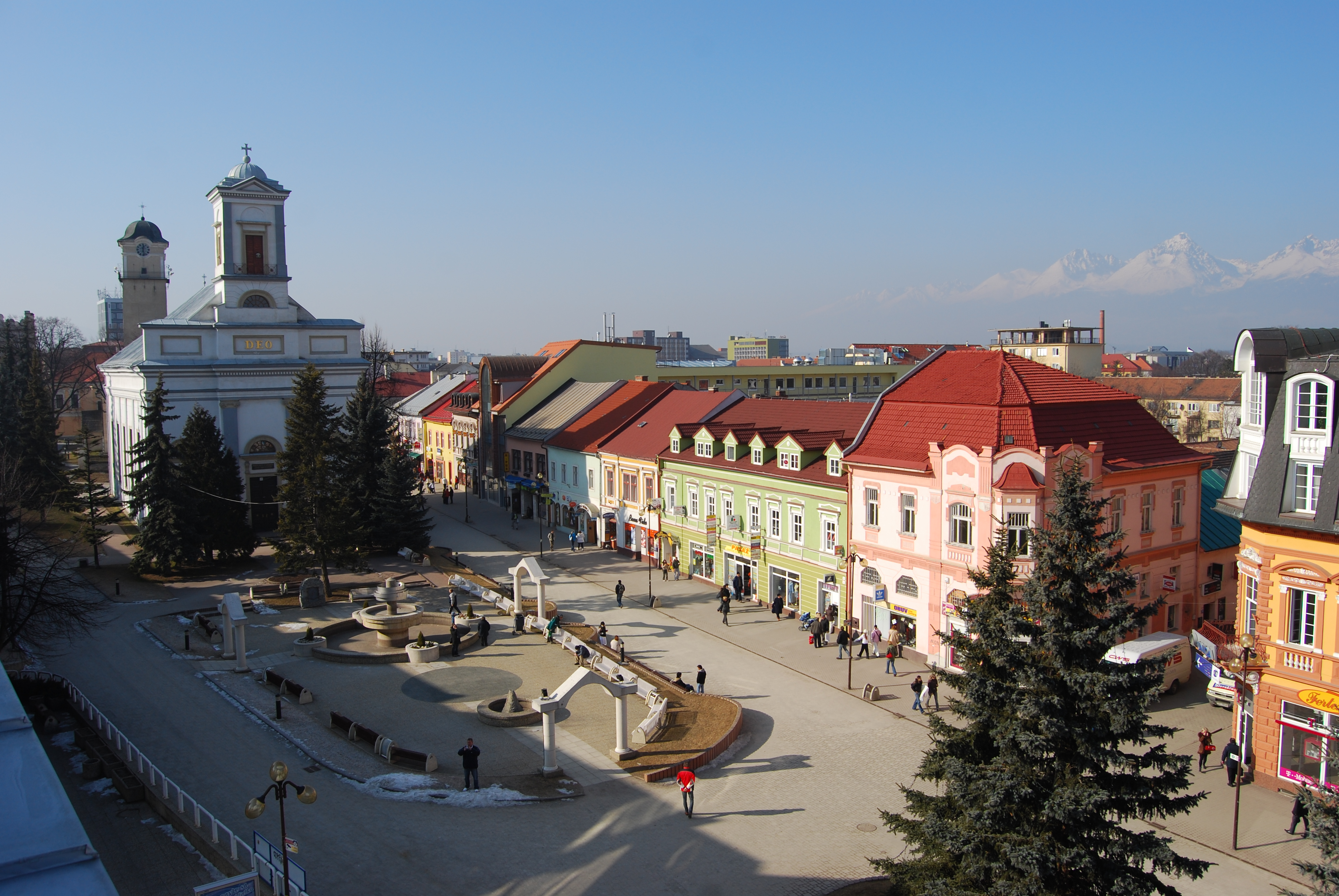
Plac św. Idziego w Popradzie

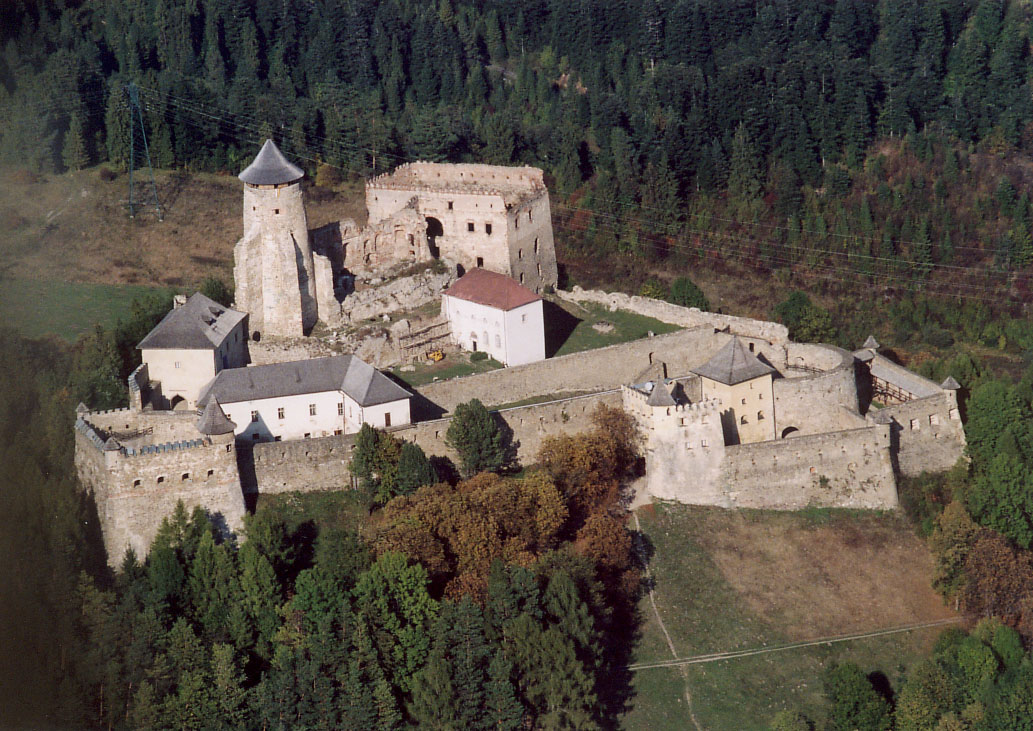
Zamek starostów spiskich w Lubowli – dawnej stolicy polskiego Spisza

|     | miasto             | populacja (2016) | państwo (2017) | państwo (1412-1772) |
| --- | ------------------ | ---------------- | -------------- | ------------------- |
| 1.  | Poprad             | 51 750           | Słowacja       | Polska              |
| 2.  | Nowa Wieś Spiska   | 37 472           | Słowacja       | Polska              |
| 3.  | Kieżmark           | 16 562           | Słowacja       | Węgry               |
| 4.  | Lubowla            | 16 333           | Słowacja       | Polska              |
| 5.  | Lewocza            | 14 800           | Słowacja       | Węgry               |
| 6.  | Krompachy          | 8 848            | Słowacja       | Węgry               |
| 7.  | Świt               | 7 748            | Słowacja       | –                   |
| 8.  | Biała Spiska       | 6 619            | Słowacja       | Polska              |
| 9.  | Gelnica            | 6 124            | Słowacja       | Węgry               |
| 10. | Wysokie Tatry      | 4 069            | Słowacja       | –                   |
| 11. | Spiskie Podgrodzie | 4 022            | Słowacja       | Polska              |
| 12. | Spiskie Włochy     | 3 536            | Słowacja       | Polska              |
| 13. | Podoliniec         | 3 187            | Słowacja       | Polska              |
| 14. | Stara Wieś Spiska  | 2 279            | Słowacja       | Węgry               |